# 東京都尖閣諸島寄附金
東京都尖閣諸島寄附金（とうきょうとせんかくしょとうきふきん）は、2012年（平成24年）4月27日から2013年（平成25年）1月31日まで、東京都によって募られていた寄付金であった。

## 概要
尖閣諸島の購入、活用を使途としていた。2012年4月に当時の東京都知事石原慎太郎が都による尖閣諸島購入計画を発表した際、副知事だった猪瀬直樹のアイデアで寄附金の募集が開始された。
みずほ銀行への口座開設より、6日目となる5月2日で1億円、5月7日までの11日間で2億円を超える寄付金が集まり、同年7月7日には13億円を超えた。野田内閣により尖閣諸島が国有化された9月11日以降は鈍化したものの、翌2013年1月末の募集打ち切りまでに計約14億円となった。
尖閣諸島が政府によって国有化された結果、寄附金は宙に浮く形となった。石原都知事は関連施設の整備費用に充てることを条件に寄附金を国に譲渡することを表明し、後任の都知事に就任した猪瀬も、これを踏襲した。
寄附金の返還を求める電話が都に寄せられ（2013年2月時点で約160件）、都庁内でも返還すべきとの意見が出たが、10万人超の寄附者には匿名人物も多数含まれており、返還は困難な状況だった。
2013年3月以降、都は寄附金を「国による尖閣諸島活用の取り組み」を使途とした「基金」として管理している。2022年4月時点で、「基金」のうち約8000万円が調査や啓発活動に使われている。

## 関連人物
- 石原慎太郎
- 猪瀬直樹
- 海老原勝
- 徳田虎雄